# Tea bag

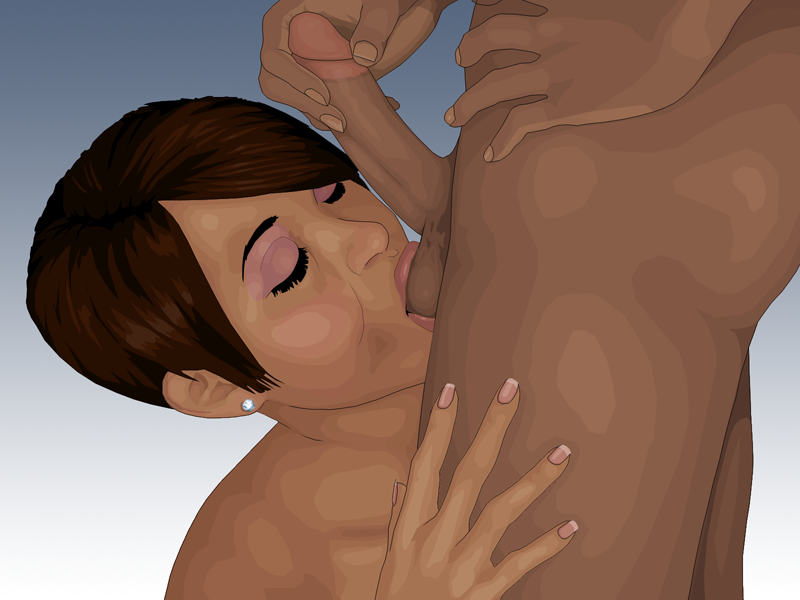
Ein Pärchen beim "teabagging"

Tea baggen (oder Deutsch Teebeuteln) ist ein Slang-Ausdruck für eine Variante des Geschlechtsverkehrs, bei dem ein Mann seinen Hodensack auf das Gesicht oder auf den Kopf eines Sexualpartners legt oder in dessen/deren Mund einführt. Der Name Tea bag bezieht sich auf die Ähnlichkeit der Praktik mit der Verwendung eines Teebeutels (englisch: Tea bag) und heißem Wasser. Als eine nicht-penetrative Form des Geschlechtsverkehrs kann es als eigenständige Spielart oder als Vorspiel angesehen werden.

## Oralsex
Neben dem Penis ist der Hoden ein sensitiver Körperteil und eine erogene Zone des Mannes. Durch die Empfindlichkeit des Hodens sind viele Möglichkeiten der Stimulation gegeben. Während für manche Männer die orale Stimulation des Hodens schnell zum Höhepunkt führt, reagieren andere kaum auf diese Vorgehensweise. Es bestehen verschiedene Möglichkeiten, um den Genuss während der Fellatio zu steigern. Diese umfassen auch das Saugen und Ziehen am Hoden und den Einsatz der Lippen, um den eventuell schmerzhaften Kontakt mit den Zähnen zu minimieren. Außerdem wurde das Teabaggen als eine angenehme Art des Vorspiels und für Safer Sex herausgestellt. Es weist ein geringes Risiko für sexuell übertragbare Krankheiten auf, einschließlich HIV.
Dargestellt wurde es erstmals im Jahr 1998 beim Film Pecker. Mittlerweile ist diese Spielart so bedeutsam, dass sie in einer Folge von Sex and the City thematisiert wird.
Sex- und Beziehungswissenschaftler definieren die korrekte Ausführung der Sexualpraktik unterschiedlich: Nach dem Kolumnisten Dan Savage wird die Person, deren Hoden stimuliert wird, „teabagger“ und die Person, die stimuliert, als „teabaggee“ bezeichnet: „Ein teabagger taucht den Sack, ein teabaggee empfängt den getauchten Sack“ („A teabagger dips sack; a teabaggee receives dipped sack.“). Nach anderen Quellen ist es genauso einfach wie die Fellatio, der einzige Unterschied bestehe darin, dass auch der Hoden einbezogen werde. Wieder andere glauben, dass der Mann dabei über seinem Partner oder seiner Partnerin hocken müsse, während er seine Genitalien wiederholt in den Mund ein- und ausführt. In der Howard Stern Show wurde  darüber debattiert, ob das Lecken oder Liebkosen der Genitalien als Teabagging bezeichnet werden könne.

## Belästigung und Verspottung
Tea bagging wird nicht immer einvernehmlich durchgeführt. In der Vergangenheit wurde es wiederholt im Zusammenhang mit Schikanen eingesetzt, bei denen auch teilweise mehrere Personen das Opfer zu Boden drückten, während der Täter seine Genitalien gewaltsam dem Gesicht des Opfers näherte oder den Schritt ins Gesicht drückte. Nicht einvernehmliches Tea bagging ist je nach Land und Tatumständen als sexuelle Belästigung, sexueller Übergriff, sexuelle Nötigung oder Körperverletzungsdelikt strafbar.
Die Praktik wird auch in Computerspielen als Zeichen von Dominanz, Demütigung oder schlicht als Witz eingesetzt. Ein bereits besiegter Gegner wird zusätzlich gedemütigt, indem man mit seiner Computerspielfigur dem am Boden liegenden Gegner den Schritt in das Gesicht drückt.